# Ljuben Karavelov
Ljuben Karavelov, in bulgaro Любен Стойчев Каравелов? (Koprivštica, novembre 1834 – Ruse, 21 gennaio 1879), è stato uno scrittore bulgaro e un importante esponente nel periodo del Risveglio nazionale in Bulgaria.

## Biografia
Giornalista e militante politico con tendenze social-rivoluzionarie, trascorse due anni in Grecia, dove studiò etnografia e cultura della regione, e sviluppò un forte interesse nella politica e nella Guerra di Crimea. In Russia si avvicinò alla gioventù radicale, mentre in Serbia fu un importante esponente dell'organizzazione rivoluzionaria Omladina (Gioventù). Per questi suoi contatti, nel 1868, scontò a Budapest un periodo di prigionia per presunta partecipazione ad una cospirazione.
Successivamente si trasferì in Romania dove divenne una personalità di spicco dell'emigrazione bulgara; nel 1870 fu eletto presidente del "Comitato centrale rivoluzionario bulgaro", e con Vasil Levski, il leader dell'"Organizzazione interna rivoluzionaria", condivise l'idea della creazione di una repubblica democratica come obiettivo della rivoluzione nazionale bulgara. Rientrò nel 1877 in Bulgaria, ormai in rivolta, al seguito delle truppe russe.
Esordì come pubblicista e collaborò con alcuni giornali dell'opposizione scrivendo inizialmente in russo, successivamente in serbo e infine in bulgaro quando diresse i periodici dell'emigrazione Svoboda (La libertà), Nezavisimost (L'indipendeɳza), Znanie (La conoscenza); anche nel campo letterario scrisse in russo le opere Monumenti delle usanze popolari dei Bulgari, Pagine del libro delle sofferenze della stirpe bulgara e in serbo i romanzi È colpa del destino?, Dio ha punito, Da una casa morta, prima di tradurle in bulgaro. Fu autore di un dramma e di varie poesie di ispirazione civile, caratterizzate da un'atmosfera patriottica oltreché dai temi della riscossa nazionale e dell'esilio.
Più significative però sono le sue opere di narrativa, di stile realistico, che in alcuni casi peccarono della presenza di un'eccessiva impronta populista. Tra le sue opere più importanti si possono segnalare Bulgari del tempo antico (Българи от старо време, 1867) e Cocco di mamma (Мамино детенце, 1875): nella prima l'autore descrisse l'arretratezza culturale e la limitata coscienza morale della Bulgaria del passato, invece nella seconda descrisse la vita di un giovane viziato, simbolo di un passato non entusiasmante.

## Opere scelte
- Che colpa ha il destino?, 1867
- Bulgari del tempo antico (Българи от старо време), 1867
- Cocco di mamma (Мамино детенце), 1875